# Battlestar Pegasus
Battlestar Pegasus (în engleză, având sensul de Navă spațială de război/cuirasat spațial Pegas) este o navă spațială militară din universul fictiv Battlestar Galactica. Apare atât în serialul original din 1978 cât și în serialul imaginat din 2004. După distrugerea coloniilor și a flotei în atacul surpriză al Cylonilor se credea că a supraviețuit doar o singură navă de luptă, Battlestar Galactica, asta până la descoperirea navei Pegasus.

## Battlestar Galactica(1978)
Nava Pegasus apare prima oară în episodul în două părți "The Living Legend".

## Battlestar Galactica(2004)
Nava Pegasus apare prima oară în episodul "Pegasus", devenind parte a flotei până la episodul "Exodus, Partea a 2-a" și jucând un rol important în episodele "Resurrection Ship" și "The Captain's Hand".